# Maximum Overload
| 전문가 평가       | 전문가 평가 |
| 총 점수           | 총 점수     |
| 출처              | 점수        |
| ----------------- | ----------- |
| 메타크리틱        | 71/100      |
| 평가 점수         |             |
| 출처              | 점수        |
| AllMusic          | [ 2 ]       |
| Alternative Press | 4/별        |
| Blabbermouth.net  | [ 3 ]       |
| Exclaim           | 3/별        |
| The Guardian      | 4/별        |
| Kerrang!          | 4/별        |

《Maximum Overload》는 영국의 파워 메탈 밴드 드래곤포스의 여섯 번째 스튜디오 음반으로, 2014년 8월 18일, 유럽과 다음 날 북아메리카에서 발매되었다. 트라비움의 보컬리스트 맷 히피는 음반의 첫 싱글 〈The Game〉을 포함한 세 곡의 백 보컬을 맡았다. 이 음반은 옌스 보그렌이 프로듀싱했으며, 밴드가 처음으로 자신의 스튜디오와 외부 프로듀서와 함께 녹음하지 않기로 결정했다. 이 음반은 세 가지 버전의 표준 실물 또는 디지털 CD, 스페셜 에디션 실물 또는 디지털 CD (보너스 트랙 5개와 보너스 DVD 포함), 바이닐로 발매되었다.
이 음반은 드러머 데이브 매킨토시가 2014년 6월 3일, 밴드를 떠난다고 발표한 마지막 드래곤포스 음반이기도 하며, 이후 지 앤잘론으로 대체되었다.

## 배경
2014년 6월 18일, 독일 레이블 이어 뮤직은 데이브 매킨토시가 비디오 제작 전에 떠났기 때문에 새로운 드러머인 지 앤잘론이 참여한 오프닝 트랙 〈The Game〉의 공식 비디오를 공개했다. 이 곡에는 히피의 보컬도 포함되어 있다. 허먼 리는 로스앤젤레스 해안에 있는 졸탄 배토리의 요트에서 이 곡과 〈City of Gold〉의 솔로곡을 녹음했다. 세풀투라의 《Beneath the Remains》와 슬레이어의 《Reign in Blood》에서 영감을 받은 〈The Game〉은 밴드가 240 bpm으로 부른 가장 빠른 곡으로, 이전 음반의 〈Fallen World〉에서 이미 경신한 기록이다.
허먼 리에 따르면, 〈Three Hammers〉 솔로의 수많은 테이크를 녹음한 후 어느 것을 사용할지 결정하지 못했다. 그의 개는 항상 피치가 휘어지는 "와미 효과"에 "귀여운 얼굴"로 반응했기 때문에, 리는 애완동물에게 모든 테이크를 듣게 하고 가장 귀여운 얼굴을 하게 만든 강아지를 선택했다.

## 곡 목록
| #   | 제목                              | 작사·작곡                                     | 재생 시간 |
| --- | --------------------------------- | --------------------------------------------- | --------- |
| 1.  | 〈The Game〉                      | 샘 토트먼, 마크 허드슨, 프레데리크 르클레르크 | 4:56      |
| 2.  | 〈Tomorrow's Kings〉              | 르클레르크, 토트먼                            | 4:13      |
| 3.  | 〈No More〉                       | 르클레르크, 토트먼, 바딤 프루자노프           | 3:50      |
| 4.  | 〈Three Hammers〉                 | 토트먼, 르클레르크                            | 5:50      |
| 5.  | 〈Symphony of the Night〉         | 르클레르크, 토트먼                            | 5:19      |
| 6.  | 〈The Sun Is Dead〉               | 르클레르크                                    | 6:34      |
| 7.  | 〈Defenders〉                     | 토트먼, 르클레르크                            | 5:47      |
| 8.  | 〈Extraction Zone〉               | 토트먼, 르클레르크                            | 5:06      |
| 9.  | 〈City of Gold〉                  | 르클레르크, 토트먼                            | 4:43      |
| 10. | 〈Ring of Fire〉 (조니 캐시 커버) | 준 카터 캐시, 멀 킬고어                       | 3:15      |